# 테이프 루프

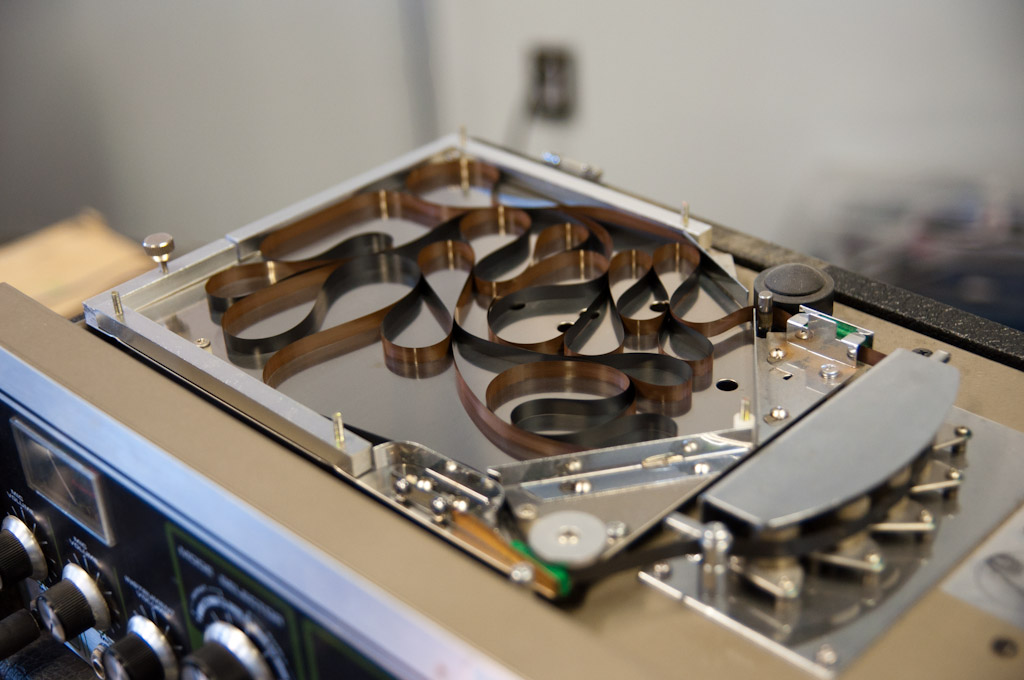
롤랜드 RE-101 스페이스 에코 기기에 놓여있는 루프된 테이프, 캡스턴, 다양한 자기 헤드들

음악에서, 테이프 루프(tape loop)는 테이프 녹음기에서 재생할 때 반복적이고 리듬있는 악적 양식 또는 겹겹이 쌓인 음향의 층을 만들기 위해 사용되는 자기 테이프의 루프다. 1940년대 피에르 셰페르의 작품에서 기원이 있으며, 이들은 1950년대, 1960년대 당시 작곡가의 손에 많이 사용되었다. 스티브 리치, 테리 라일리, 카를하인츠 슈토크하우젠이 대표적이다. 그들은 이를 페이즈 패턴, 리듬, 질감, 음색을 창조하는 데 활용했다. 1960년대, 1970년대 대중음악 작곡가, 특히 사이키델릭, 프로그레시브, 앰비언트 장르의 작곡가들은 자기 음악에 테이프 루프를 적용하여 음향효과에 혁신을 가져왔다. 1980년대 아날로그 오디오 및 테이프 루프는 디지털 오디오 및 컴퓨터 응용 프로그램에게 주도권을 내줘야 했다.

## 같이 보기
- 오버더빙